# توپ والیبال

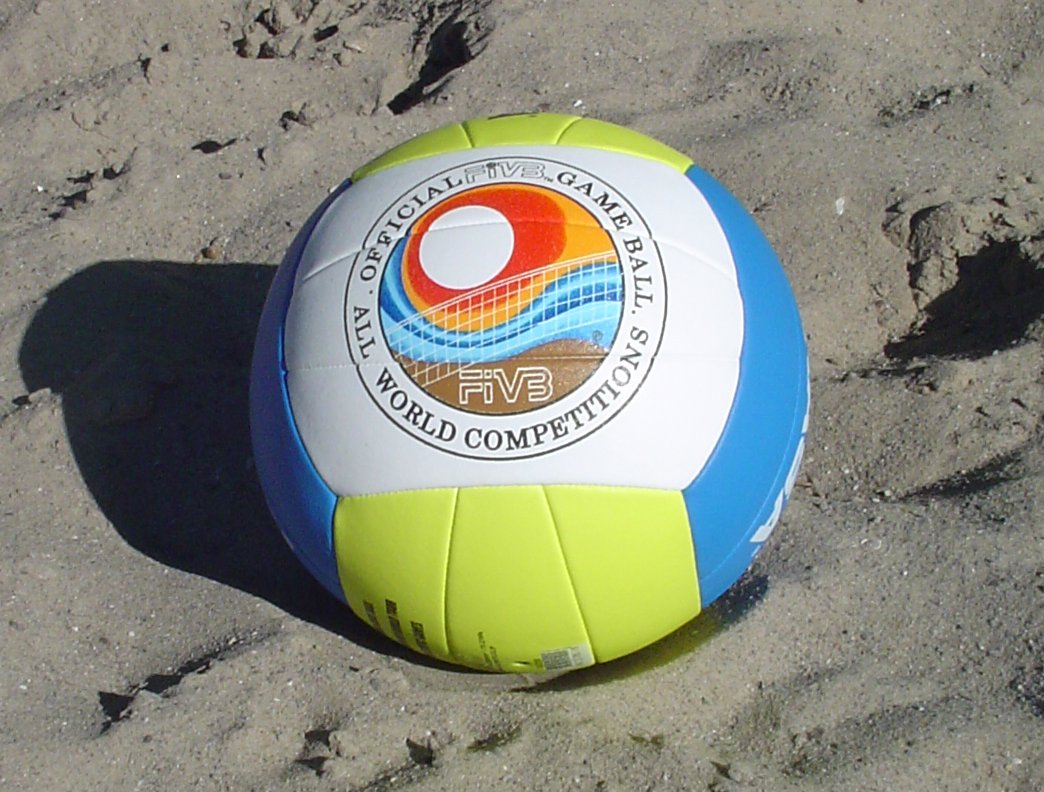
یک توپ والیبال ساحلی میکاسا سازنده توپ‌های بازی‌های رسمی فدراسیون بین‌المللی والیبال

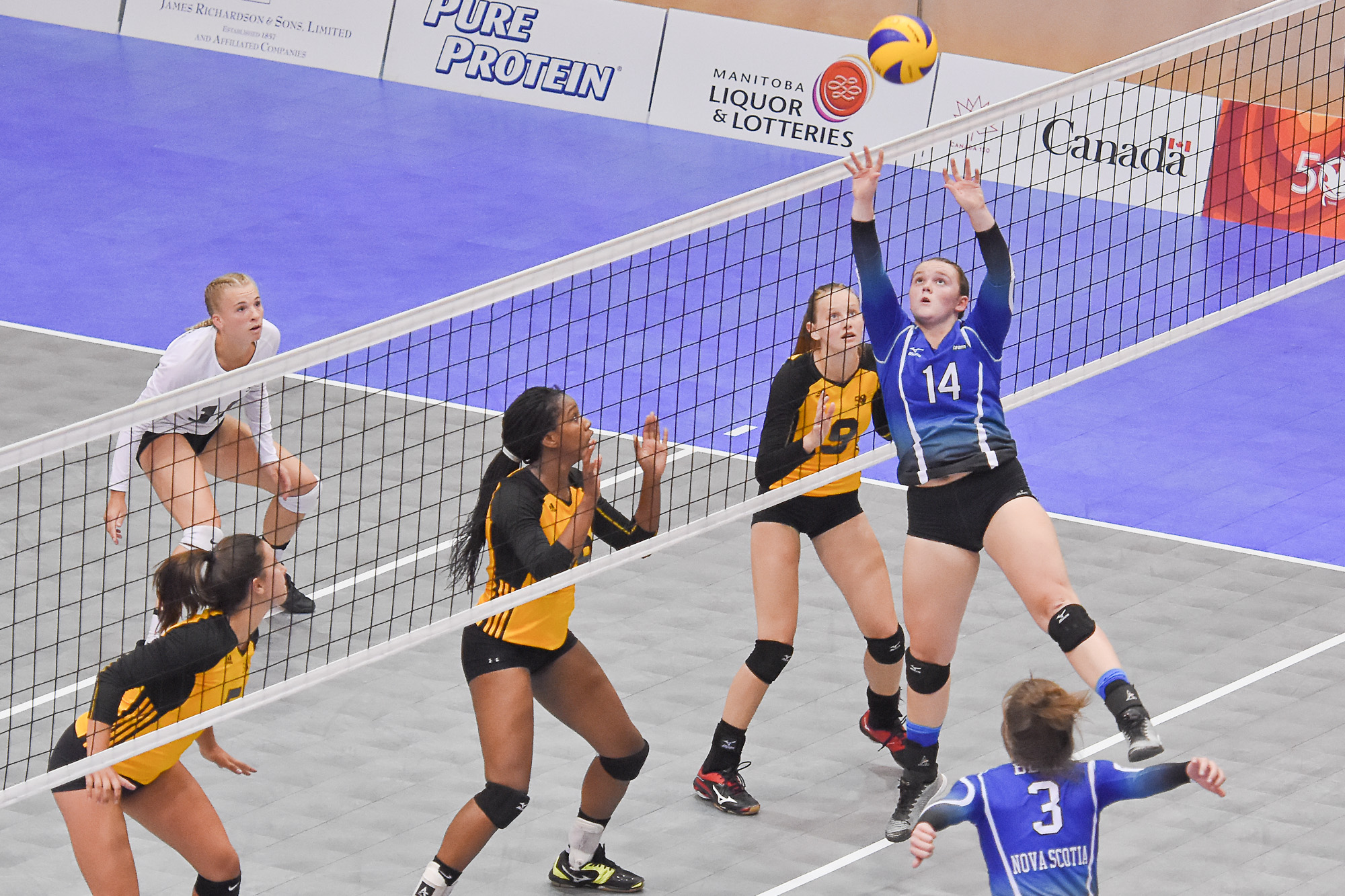
یک مسابقه والیبال در سال ۲۰۱۷ با توپ استاندارد جهانی

توپ والیبال توپی است که برای انجام انواع گوناگون ورزش والیبال (والیبال، والیبال ساحلی، والیبال معلولین و... ) از آن استفاده می‌شود.
توپ‌های والیبال ساحلی کمی سنگین‌تر و بزرگ‌تر از توپ‌های والیبال درون سالنی هستند و بدنه بیرونی آن‌ها ضخیمتر است، ضمن اینکه فشار هوای داخل آن‌ها نیز کمتر است.
مشخصات توپ استاندارد والیبال درون سالن:
- محیط : ۶۵ تا ۶۷ سانتیمتر
- وزن: ۲۶۰ تا ۲۸۰گرم
- فشار هوا: ۰/۳ تا ۰/۳۲۵ کیلوگرم بر سانتیمتر مربع

## برندهای بزرگ
- ویلسون
- میکاسا
- نایکی
- اسپلدینگ
- بتا
- میزونو
- تاچیکارا
- مولتن